# Кетогенная диета
Кетогенная диета, кетодиета (англ. Ketogenic diet) — низкоуглеводная диета с высоким содержанием жиров и умеренным содержанием белков. Изначально применялась при лечении эпилепсии у детей путём повышения уровня кетоновых тел в крови.

## История
Первая кетогенная диета была разработана в 1921 году в Клинике Мэйо доктором Расселом Морсом Уайлдером для лечения эпилепсии у детей. После изобретения противоэпилептического препарата фенитоина в 1938 году её популярность снизилась.
Интерес к кетогенной диете возродился в 1990-х годах, когда врачи стали рассматривать её как альтернативу медикаментозному лечению резистентных форм эпилепсии у детей. В середине 1990-х Джим Абрахамс, голливудский продюсер, чей сын успешно контролировал приступы с помощью этой диеты, основал фонд Charlie Foundation для пропаганды этого метода.

## Принцип действия
Кетогенная диета вынуждает организм использовать жиры в качестве основного источника энергии вместо углеводов. При недостатке углеводов печень преобразует жиры в кетоновые тела, которые затем поступают в мозг и замещают глюкозу в качестве источника энергии.
Использование кетоновых тел вместо глюкозы представляет собой аварийный механизм выживания в условиях голода. Основной источник энергии для головного мозга — глюкоза, а кетоновые тела представляют собой резервный источник, который используется при исчерпании запасов углеводов, причём мозг не может существовать исключительно за счет кетоновых тел (не менее 30 % энергии должно поступать с глюкозой).
Повышенный уровень кетоновых тел в крови (кетоз) приводит к снижению частоты эпилептических приступов по не до конца ясному механизму. Предполагается, что кетоновые тела стабилизируют нейронную активность.

## Состав
В классической кетогенной диете соотношение потребляемых жиров и белков/углеводов составляет 4:1 по весу, также используются варианты 3:1 и 2:1.
Диета включает в себя большое количество жиров, строго ограниченное количество углеводов (до 50 г в день) и адекватное количество белка. Используются преимущественно насыщенные жиры и жиры со средней длиной цепи.
С 2000-х годов появились модифицированные версии диеты, допускающие бо́льшее потребление углеводов.

## Эффективность
Кетогенная диета доказала свою эффективность в лечении фармакорезистентных форм эпилепсии у детей. У 50-60% пациентов наблюдается снижение частоты приступов более чем на 50%.
Также диета успешно применяется при диабете 2 типа и ожирении, приводя к снижению массы тела и уровня сахара в крови. Эти эффекты объясняются как ограничением калорий, так и специфическим действием кетоновых тел.
Кетогенная диета подавляет аппетит, что способствует уменьшению калорийности рациона.
Для здоровых людей эффективность и безопасность диеты остаётся неясной.

## Противопоказания и побочные эффекты
Кетогенная диета противопоказана при нарушениях метаболизма жиров, печеночной и почечной недостаточности, дефиците карнитина.
Возможные побочные эффекты: тошнота, рвота, запоры, повышенный уровень холестерина, нарушения роста и развития у детей. Требуется регулярный контроль состава крови и состояния внутренних органов.
Таким образом, кетогенная диета должна назначаться только под медицинским наблюдением после тщательной оценки соотношения риска и пользы.

## Применение при эпилепсии
Кетогенная диета применяется преимущественно при лечении эпилепсии у детей. Касательно взрослых нет достаточного количества исследований, которые подтвердили бы эффективность или показали бесполезность этой диеты для взрослых. Известно только, что кетогенная диета хорошо переносится взрослыми и имеет низкие побочные эффекты.
Результаты применения кетоновой диеты не являются доказанными из-за отсутствия контрольной группы в большинстве наблюдений. Результаты могут быть искажены естественным исчезновением симптомов. Немногим менее, чем в половине случаев дети, страдающие устойчивой к лекарствам эпилепсией и придерживающиеся кетогенной диеты более года, почти полностью избавились от эпилептических припадков. Те, кто использовал эту диету только полгода, в трети случаев получили 90% снижение эпилептических припадков.
Исследования показали, что у больных эпилепсией наблюдается дисбактериоз, микробиота в кишечнике отличается от таковой у здоровых как детей, так и взрослых. У людей, использующих кетогенную диету, состав микрофлоры кишечника улучшается. Связана ли микробиота с эпилепсией, осталось невыясненным.

## Другие применения

### В медицине
Некоторые специалисты указывают на нейропротекторное свойство кетогенных диет, есть множество свидетельств об их защитной функции по отношению к старению мозга и применимости при нейродегенеративных и некоторых других заболеваниях. Но качественные клинические исследования не проводились, и такие мнения остаются неподтверждёнными.
Успешно применяется при детской и взрослой эпилепсии, исследования продолжаются.
У больных метаболическим синдромом, придерживающихся низкоуглеводной диеты, возникает кетоз. Перестройка метаболизма на использование кетоновых тел позволяет сохранять низким уровень инсулина в крови, при одновременном похудении также снижается инсулинорезистентность.
Ряд работ показывает, что кетогенная диета может делать диабет второго типа обратимым.

### В спортивном питании и фитнесе
Кетогенная диета применяется некоторыми спортсменами, занимающимися ультрамарафоном. Организм придерживающихся этой диеты спортсменов эффективнее использует жир в качестве источника энергии и тем самым помогает экономить запасы гликогена при длительных нагрузках.

### Для похудения
Кетогенная диета – один из популярных инструментов для похудения. Большинство диет базируются на теории калорийности, calorie in, calorie out, или «меньше ешь, больше двигайся», которую некоторые ученые считают заблуждением. Они предлагают инсулиновую гипотезу, согласно которой калории из разной пищи не равноценны. По их мнению, значение имеет не количество поступившей энергии, а то, какой гормональный ответ происходит на него в организме, и, исходя из этого предположения, благодаря низкому количеству углеводов и отсутствию перекусов, на кетодиете уровень инсулина приходит в норму, что способствует липолизу.
Кроме того, бета-гидроксибутират влияет на выработку грелина, гормона голода, и холецистокинина, нейромедиатора, приносящего сигнал о насыщении. Благодаря этому на кетодиете сытость наступает от меньшего количества еды и длится дольше.
Одно из преимуществ кетогенной диеты, как и других низкоуглеводных диет, заключается в том, что возникающий при низкоуглеводном питании кетоз способствует снижению массы тела при ожирении. Разница в калорийности съеденного может составлять до тысячи килокалорий в сутки по сравнению с маложирными диетами.
Помимо потенциальной пользы, кетогенная диета может нанести вред как из-за снижения общего уровня сахара в крови, так и из-за потребности нейронов в глюкозе — не менее 30% энергии мозг должен получать с глюкозой.
При длительном применении кетогенной диеты организм сталкивается с трудноустранимыми негативными последствиями. Прежде чем назначать кетогенную диету с целью снижения веса, необходимо провести клинические исследования по стандартам доказательной медицины, но на 2020 год такие исследования отсутствуют.